# Liste der Nummer-eins-Hits in Kanada (1976)
Diese Liste enthält alle Nummer-eins-Hits in Kanada im Jahr 1976. Es gab in diesem Jahr 33 Nummer-eins-Singles.
| Singles | Alben |
| --- | ----- |
| - KC and the Sunshine Band – That’s the Way (I Like It) - 4 Wochen (13. Dezember 1975 – 9. Januar 1976) - Bay City Rollers – Saturday Night - 1 Woche (10. Januar – 16. Januar) - Silver Convention – Fly, Robin, Fly - 1 Woche (17. Januar – 23. Januar) - C. W. McCall – Convoy - 4 Wochen (24. Januar – 20. Februar) - Neil Sedaka – Breaking Up Is Hard to Do - 1 Woche (21. Februar – 27. Februar) - Nazareth – Love Hurts - 1 Woche (28. Februar – 5. März) - The Who – Squeeze Box - 1 Woche (6. März – 12. März) - Bay City Rollers – Money Honey - 1 Woche (13. März – 19. März) - T.H.P. Orchestra – Theme From S.W.A.T. - 1 Woche (20. März – 26. März) - Donna Summer – Love to Love You Baby - 1 Woche (27. März – 2. April) - Gary Wright – Dream Weaver - 1 Woche (3. April – 9. April) - The Four Seasons – December, 1963 (Oh, What a Night) - 1 Woche (10. April – 16. April) - Captain & Tennille – Lonely Night (Angel Face) - 2 Wochen (17. April – 30. April) - Queen – Bohemian Rhapsody - 2 Wochen (1. Mai – 14. Mai) - The Sylvers – Boogie Fever - 1 Woche (15. Mai – 21. Mai) - Kiss – Shout It Out Loud - 1 Woche (22. Mai – 28. Mai) - Henry Gross – Shannon - 1 Woche (29. Mai – 4. Juni) - Wings – Silly Love Songs - 2 Wochen (5. Juni – 18. Juni) - Silver Convention – Get Up and Boogie - 1 Woche (19. Juni – 25. Juni) - Sweeney Todd – Roxy Roller - 3 Wochen (26. Juni – 16. Juli) - Andrea True Connection – More, More, More - 1 Woche (17. Juli – 23. Juli) - Eric Carmen – Never Gonna Fall in Love Again - 1 Woche (24. Juli – 30. Juli) - Starland Vocal Band – Afternoon Delight - 2 Wochen (31. Juli – 13. August) - The Beatles – Got to Get You into My Life - 1 Woche (14. August – 20. August) - Elton John & Kiki Dee – Don’t Go Breaking My Heart - 2 Wochen (21. August – 10. September) - Bee Gees – You Should Be Dancing - 1 Woche (11. September – 17. September) - KC and the Sunshine Band – (Shake, Shake, Shake) Shake Your Booty - 1 Woche (18. September – 24. September) - Walter Murphy & Big Apple Band – A Fifth of Beethoven - 2 Wochen (25. September – 8. Oktober) - Chicago – If You Leave Me Now - 2 Wochen (9. Oktober – 22. Oktober) - Rick Dees & Cast of Idiots – Disco Duck - 3 Wochen (23. Oktober – 12. November) - Steve Miller Band – Rock 'N Me - 1 Woche (13. November – 19. November) - Gordon Lightfoot – The Wreck of the Edmund Fitzgerald - 1 Woche (20. November – 26. November) - Rod Stewart – Tonight's the Night (Gonna Be Alright) - 5 Wochen (27. November – 31. Dezember) |       |